# TAI Hürjet
Hürjet — це вдосконалений реактивний літак для підготовки пілотів та ближньої повітряної підтримки, розробкою якого займається турецька компанія TAI (TUSAŞ).
В першу чергу він призначений для заміни на озброєнні ВПС Туреччини літака Northrop T-38 Talon в ролі навчального реактивного літака для підготовки пілотів-винищувачів. 
ВПС Туреччини потребують приблизно 70 таких літаків, щоб замінити старі 70 T-38, які зараз використовуються в ролі навчально-тренувальних. Планується, що Hürjet буде прийнятий до ВПС Туреччини в 2025 році.  
Крім того, виробник експортуватиме літак у країни, які бажають замінити свої старіші навчально-тренувальні літаки.
Також цим літаком планується замінити Northrop F-5 у пілотажній групі «Турецькі Зірки», яка таким чином стане його першим користувачем. У вересні 2023 року Hürjet здійснив перший політ з цією командою. 
У найближчі роки також розглядається будівництво морського варіанту Hürjet, який зможе виконувати зліт і посадку на TCG Anadolu та інших авіаносцях. 

## Хронологія розробки
Розробка Hürjet почалася в серпні 2017 року. Демонстраційну модель вперше показали на міжнародному авіасалоні у Фарнборо у 2018. 
22 липня 2018 року підсекретаріат оборонної промисловості Туреччини оголосив, що ВПС Туреччини підписали угоду з TAI, надавши програмі офіційний статус для просування розробки літака. 
Двигун вперше запустили наприкінці січня 2023, випробування рулювання почалися в березні 2023. 
Перший політ відбувся 25 квітня 2023 року о 07:35. Hürjet залишався в повітрі 26 хвилин на висоті приблизно 4,3 км, рухаючись зі швидкістю 250 вузлів. Під час польоту було перевірено роботу основних систем. 

## Технічні характеристики
Джерело інформації: Turkish Aerospace Industries
- Екіпаж: 2
- Довжина: 13,6 м
- Розмах крил: 9,5 м
- Висота: 5,1 м
- Площа крила: 35 м²
- Двигун: 1 турбовентиляторний двигун General Electric F404-GE-102
- Тяга: 78,3 кН

## Льотні характеристики
- Максимальна швидкість: 1715 км/год (1,4 Маха)
- Практична дальність: 2222 км
- Практична стеля: 13 716 м
- Швидкопідйомність: 198 м/с

## Оператори
Туреччина: замовлено 16 одиниць 